# Cambrer de pisos
El cambrer de pisos o cambrera de pisos és la persona que neteja i endreça les habitacions d'un establiment hoteler. Els cambrers de pisos són un conjunt de treballadors format per una gran majoria de dones, són la categoria més baixa en la jerarquia del sector turístic, el 2016 n'hi havia unes 100.000 que treballaven l'Estat Espanyol. Des de la dècada del 2010, aquest col·lectiu ha protagonitzat protestes exigint diverses millores en el seu treball i van crear el 2016, l'Associació Las Kellys.

## Situació a nivell estatal
Les cambreres de pisos consisteixen, segons dades del 2015, un col·lectiu format per "més de 100.000 dones que representen el 30% de la plantilla global del sector turístic, que treballen en condicions invisibles i moltes vegades, infrahumanes, tot i que l'any 2015, el sector turístic aportava a l'economia espanyola 124.000 milions d'euros, l'11,7% del PIB espanyol. Segons informava una notícia del 2016, el treball de les cambreres de pisos que treballen a Espanya es caracteritza pel fet que:
"moltes han de medicar-se diàriament per suportar els dolors provocats per anys de moviments repetitius i sobrecàrrega física[;] s'enfronten a jornades tan intensives que de vegades no tenen un minut per anar al bany, ni per menjar. O que en temporada alta arriben a treballar 26 dies seguits, sense descans. O que, en alguns hotels, si l'hoste no ix i no poden netejar, els descompten eixa habitació del salari."
Durant un temps han sigut un col·lectiu desconegut als mitjans de comunicació fins que van irrompre a les xarxes socials com Facebook i Twitter (@las_kellys), parlant de les seues condicions laborals. Han tingut reunions amb sindicats i partits polítics per tractar de defendre els seus interessos. Aquesta visibilització per part de les pròpies cambreres de pisos va tindre lloc en paral·lel a la publicació el 2015 del llibre sobre la situació laboral d'aquestes Las que limpian los hoteles, d'Ernest Cañada. El gremi hoteler ha respost davant aquesta visibilització principalment amb un silenci. El novembre de 2016, el partit polític Podem presentà una Proposició No de Llei (PNLL) sobre les cambreres de pisos al Congrés dels Diputats.
A nivell estatal es van constituir l'Associació Las Kellys. el novemvre de 2016 i l'agost de 2018 l'Estat va reconèixer les malalties associades a la feina feta per les cambreres de pisos.

### Illes Balears
Les cambreres de pisos d'Eivissa i Formentera s'organitzaren en un col·lectiu i després de la temporada turística del 2018, es van reunir diverses vegades amb sindicats majoritaris per comprovar el nivell d'acompliment de les seues reivindicacions. El novembre de 2018 demanaren que es puga registrar el temps treballat mitjançant un sistema de fitxar per evitar el frau de les hores extres.
El novembre de 2018, el Govern de les Illes Balears inicià un estudi clínic sobre la salut de les cambreres de pisos, l'objectiu del qual era la millora de la seua salut amb la prevenció.
Després d'una negociació infructuosa al Tribunal de Mediació i Arbitratge de Balears, el 24 d'agost de 2019 s'inicià a Eivissa una vaga que seria la primera més important de l'estat. Va tindre una assistència de 400 persones aproximadament.

### Illes Canàries
Un estudi publicat el 2019 sobre dades del 2018 trobà que les cambreres de pisos que treballaven a Canàries eren les treballadores del sector hoteler que més patien, junt al personal de cuina, la síndrome del túnel carpià.
El setembre de 2019 la portaveu del col·lectiu explicà que la crisi de Thomas Cook posava en evidència la situació del mal plantejament del model turístic que el col·lectiu denunciava. També comentà que la reunió amb l'aleshores president d'Espanya Mariano Rajoy no serví per millorar la seua situació però que amb el Govern de Canàries i la Inspecció de Treball sí que es van sentir cuidades.

### País Basc
Un informe del 2002 del departament de Turisme del Govern basc trobà que les cambreres de pisos eren percebudes com a persones menys formades o amb possibilitat de canviar de feina pel sector de l'hostaleria.
El novembre de 2018 a Euskadi, les cambreres de pisos que treballaven per als hotels NH i Barceló-Nervión de Bilbao van entrar en vaga indefinida des del dia 2 d'eixe mes, protestant per la "precarietat i explotació" que han patit durant anys. Es van manifestar el 16 d'eixe mes a Bilbao. Inspecció de Treball va concloure que els hotels havien vulnerat el dret a fer vaga. El 18 de desembre d'eixe any aconseguiren una millora salarial del 48% i pararen de fer la vaga.

### País Valencià
Les cambreres de pisos que treballen al País Valencià es caracteritzen per ser principalment dones, tindre una edat madura i ser molt vulnerables als abusos del treball (ritmes, càrregues i horaris), els quals "moltes vegades no s'ajusten al que legalment està establit". El col·lectiu va tirar endavant una lluita pels seus drets per millorar les seues condicions laborals, la qual va tindre resposta per part del Govern valencià que destinà 100.000 euros en ajudar-les.
El 2017 Inspecció de Treball va donar la raó al capítol valencià de la UGT que, representant les treballadores de la cadena hotelera Meliá Valencia (que depenen de l'empresa Flexibleos), per un «incompliment sistemàtic del conveni sectorial d'hostaleria a València». "Segons UGT-PV, s'han detectat tres casos més amb característiques similars després d'inspeccions en tres hotels de Benidorm".
El març de 2018, la comissió d'Igualtat de les Corts Valencianes atorgà una distinció a las Kellys de Benidorm per la seua reivindicació d'unes condicions laborals dignes, recollint-la Yolanda García.
L'octubre de 2018, el Partit Socialista del País Valencià i els sindicats Comissions Obreres i UGT organitzaren a Calp una jornada sobre la situació d'aquestes treballadores. La jornada va posar en evidència la situació d'abús laboral que patia el col·lectiu, el qual forma part del teixit turístic de les comarques com són la Marina Alta, la Marina Baixa i la Safor.
Per primera vegada a l'Estat Espanyol, es va elaborar un informe tècnic sobre la salut en el treball de les cambreres de pisos el novembre de 2018, sent elaborat per Invassat. Aquest informe es basava en dades dels 42% dels hotels de 3, 4 i 5 estrelles del territori valencià. La investigació va trobar que:
- La majoria de les cambreres de pisos són contractades com a personal propi dels hotels (entre el 80 i el 85% de les empreses). Solament un 10% les contracta com a servei extern.
- Dediquen la major part del temps arreglant i netejant les habitacions (el 75% de la jornada). La resta el dediquen a altres tasques i descansos.
- La neteja dura 1.5 vegades més amb habitacions amb eixida del client (quan se'n va) (27-29 minuts) que quan encara està ocupant-la (17-19 minuts).
- En general, si l'hotel és més gran, la cambrera de pisos neteja més habitacions al dia. "En hotels xicotets es realitzen entre 17-18 habitacions al dia, en hotels mitjans es realitzen entre 20-21 habitacions al dia i en hotels grans entre 24-25 habitacions al dia".
- En les tasques realitzades, s'identificaren principalment postures forçades amb riscos ergonòmics.[23]
- Les altres tasques amb riscos ergonòmics són: les espentes i arrossegaments en la manipulació de carros de neteja, carros de roba neta i “amenities” i altres; el transport de càrregues a més d'un metre (material de neteja, roba de llit, ...); forces aplicades a escórrer tirassos, pals de fregar, ...; moviments repetitius en la neteja de vidres o mampares, i altres i la manipulació manual de càrregues.
- La mitat dels hotels no realitza les avaluacions ergonòmiques pertinents. De l'altra mitat, un terç dels hotels apliquen bé les metodologies.
- En general, un terç dels hotels fa una gestió adequada dels factors de riscos ergonòmics. Aquestes actuacions redueixen el risc de patir trastorns musculoesquelètics sense deixar d'evitar-lo.
- En relació als riscos psicosocials, "un de cada quatre hotels visitats disposava d'avaluació de factors psicosocials," al 80% dels hotels el ritme de treball va imposat amb la tasca sense poder gestionar-se elles mateixes el temps (falta d'autonomia temporal) i el 57% de les treballadores troba que la feina és monòtona i repetitiva, sentint-se insatisfetes amb el contingut de la feina que fan.[24]
- "A major edat de les cambreres de pisos, així com a major antiguitat en el lloc de treball de cambrera de pisos, augmenten les alteracions de la salut que puguen estar associades a factors de risc psicosocials". El 18% té alteracions en la salut que poden estar relacionades amb factors de risc psicosocial, el 65% digué que no en tenia i el 17% estaria en una situació intermèdia.
- Les molèsties percebudes (66% a la zona dorsal-lumbar de l'esquena i el 50% als muscles, braços i coll) augmenten segons l'edat i l'antiguitat en el treball.[25]

### Catalunya
El mes de setembre de 2018 es va constituir el que seria el primer sindicat a Espanya, sent de nivell territorial català, Las Kellys Catalunya.